# Димостенис Флориас
Димостенис Флориас (на гръцки: Δημοσθένης Φλωριάς) е гръцки военен и революционер, деец на Гръцката въоръжена пропаганда в Македония от началото на XX век.

## Биография
Роден е на остров Итака. Взима участие в Гръцко-турската война от 1897 година. Включва се в гръцката пропаганда в Македония като става един от военните организатори на пропагандата и приема псевдонима Нуцос (Νούτσος). Флориас действа в Източна Македония в периода от 1906 до 26 април 1908 година. Поставен е да работи в консулството в Сяр със Спиридон Куревелис. Флориас си сътрудничи още с Антониос Сахтурис и силогоса „Орфей“. Влиза в конфликт с Ибрахим паша и френския жандармерийки офицер Верант, което довежда до принудителната му смяна. В този период си води записки, които са ценен историографски източник за действията на гръцката пропаганда в областта. След това продължава кариерата си в гръцката армия и достига до чин генерал-майор. След пенсионирането си се включва в Либералната партия в Сяр и е избиран многократно за депутат.
Името му носи улица в Сяр. Сестра му Мария Флория е учителка и също революционерка.